# Paratendipes sinelobus
Paratendipes sinelobus är en tvåvingeart som beskrevs av Albu 1980. Paratendipes sinelobus ingår i släktet Paratendipes och familjen fjädermyggor. Inga underarter finns listade i Catalogue of Life.